# Plebejus lepontoisi
Plebejus lepontoisi är en fjärilsart som beskrevs av Glais 1926. Plebejus lepontoisi ingår i släktet Plebejus och familjen juvelvingar. Inga underarter finns listade i Catalogue of Life.